# Station Châtellerault
Station Châtellerault is een spoorwegstation in de Franse gemeente Châtellerault. Het werd in 1851 geopend op de spoorlijn 570 000 (Parijs-Austerlitz - Bordeaux-Saint-Jean).
Het wordt bediend door treinen van het netwerk TER Nouvelle-Aquitaine en de TGV.